# Distretto regionale di Kitimat-Stikine
Il distretto regionale di Kitimat-Stikine (RDKS) è un distretto regionale della Columbia Britannica, Canada di 37.999 abitanti, che ha come capoluogo Terrace.

## Comunità
- Città e comuni
  - Hazelton
  - Kitimat
  - New Hazelton
  - Stewart
  - Terrace
- Villaggi e aree esterne ai comuni
  - Kitimat-Stikine A
  - Kitimat-Stikine B
  - Kitimat-Stikine C
  - Kitimat-Stikine D